# Xylobolus illudens
Xylobolus illudens är en svampart som först beskrevs av Miles Joseph Berkeley, och fick sitt nu gällande namn av Boidin 1958. Xylobolus illudens ingår i släktet Xylobolus och familjen Stereaceae.   Inga underarter finns listade i Catalogue of Life.